# Danuta Wałęsa

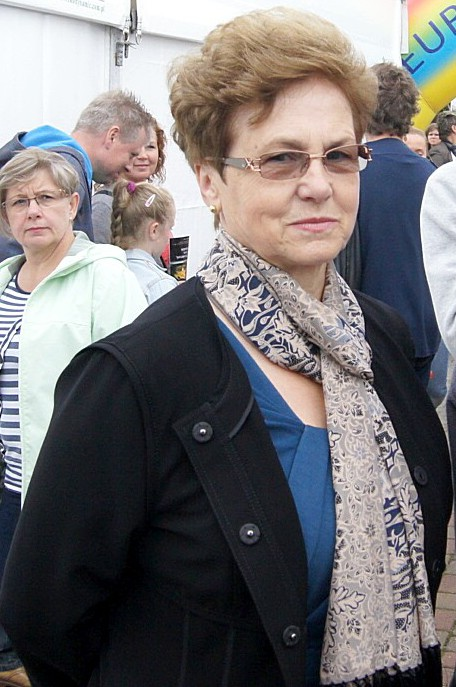
Danuta Wałęsa

Mirosława Danuta Wałęsa (* 25. Februar 1949 in Krypy bei Węgrów; geborene Gołoś) ist die Gattin des ehemaligen polnischen Gewerkschaftsführers Lech Wałęsa und war während dessen Amtszeit als Staatspräsident von 1990 bis 1995 die polnische First Lady.

## Werdegang
Gołoś heiratete den damaligen Werftarbeiter Wałęsa am 8. September 1969. Aus der Ehe gingen acht Kinder hervor, darunter Jarosław Wałęsa (* 1976), Abgeordneter im Europäischen Parlament von 2009 bis 2019.
Am 10. Dezember 1983 nahm Danuta Wałęsa in Oslo stellvertretend für ihren Mann, der fürchtete, bei einer persönlichen Entgegennahme des Preises nicht wieder ins Land gelassen zu werden, den Friedensnobelpreis entgegen.

## Werke
- Danuta Wałęsa: Marzenia i tajemnice.[2][3] Polen 2011, Autobiografie. ISBN 978-83-08-04836-8.